# Frozen Plasma
I Frozen Plasma sono un gruppo musicale Synthpop/Futurepop Tedesco.

## Formazione
- Felix Marc
- Vasi Vallis